# Apanteles macrophthalmus
Apanteles macrophthalmus är en stekelart som beskrevs av Statz 1938. Apanteles macrophthalmus ingår i släktet Apanteles och familjen bracksteklar. Inga underarter finns listade i Catalogue of Life.